# Otto Bärnreuther
Otto Bärnreuther (* 27. August 1908 in Nürnberg; † 21. September 1957 ebenda) war ein deutscher Politiker (SPD).

## Leben

### Ausbildung
Otto Bärnreuther war Sohn eines Eisendrehers in Nürnberg. Er besuchte zunächst die Volksschule und danach die Städtische Höhere Handelsschule, an der er die Reifeprüfung ablegte.
Im Jahre 1928 begann Bärnreuther seine berufliche Laufbahn als Beamtenanwärter bei der Stadtsparkasse in Nürnberg. Im Jahre 1932 legte er die Prüfung für den gehobenen Staats- und Gemeindeverwaltungsdienst an der Bayerischen Verwaltungsschule ab. Er arbeitete zunächst als kaufmännischer Angestellter und war später als Stadtratsassistent in Nürnberg tätig.

## Wirken
1934 wurde er, der seit 1925 der Freien Angestelltengewerkschaft und 1927 der SPD angehörte, aus politischen Gründen aus dem Verwaltungsdienst entlassen. Bis 1940 betätigte er sich als freier Gewerbetreibender. Im Jahre 1940 wurde er zur Wehrmacht eingezogen, aber nach einer Verwundung an der Ostfront wegen angeblicher politischer Unzuverlässigkeit wieder entlassen. Von 1942 bis 1944 betätigte er sich als Leiter der Finanz- und Betriebsbuchhaltung in einer Fabrik, später dann als Wirtschaftsprüfer. Seine Ehefrau Felicie (geborene Ehmann) war jüdischer Abstammung, war aber durch ihre Ehe mit Otto Bärnreuther geschützt und überlebte so die NS-Zeit.
Nach dem Zweiten Weltkrieg zählte er zu den Gründern der Nürnberger SPD und wurde in dieser Zeit auch Direktor der Stadtsparkasse. Er war von 1946 bis 1952 Ratsmitglied der Stadt Nürnberg und amtierte von 1952 bis zu seinem Tode als Oberbürgermeister der Stadt.
Ob Wiederaufbau des neuen Rathauses, der Messehalle, des Nürnberger Flughafens, der Frauen- und Lorenzkirche, ob Bau des Plärrerhochhauses oder die Ausrichtung des Motorradrennens am Norisring: die Stadt und die Nürnberger SPD hat Otto Bärnreuther viel zu verdanken. Deshalb wird er heute als einer der Väter des Wiederaufbaus und der späteren wirtschaftlichen Entwicklung der Stadt Nürnberg nach dem Zweiten Weltkrieg gesehen.
Die Hochschule für Wirtschafts- und Sozialwissenschaften verlieh 1955 Bärnreuther die Würde eines Ehrendoktors. Als er unerwartet am 21. September 1957 einem Herzschlag erlag, war er erst 49 Jahre alt.

## Ehrungen
- Ehrendoktorwürde der Friedrich-Alexander-Universität Erlangen-Nürnberg
- Otto-Bärnreuther-Straße in Nürnberg